# Коньков (Милютинский район)
Конько́в — хутор в Милютинском районе Ростовской области.
Входит в состав Селивановского сельского поселения.

## Население
| 2010 |
| ---- |
| 83   |

## Улицы
На хуторе имеется одна улица: Луговая.